# Craspedacusta sowerbii
Espèce
Craspedacusta sowerbii est une méduse craspédote d'eau douce. Cette méduse est présente sur tous les continents.

## Description

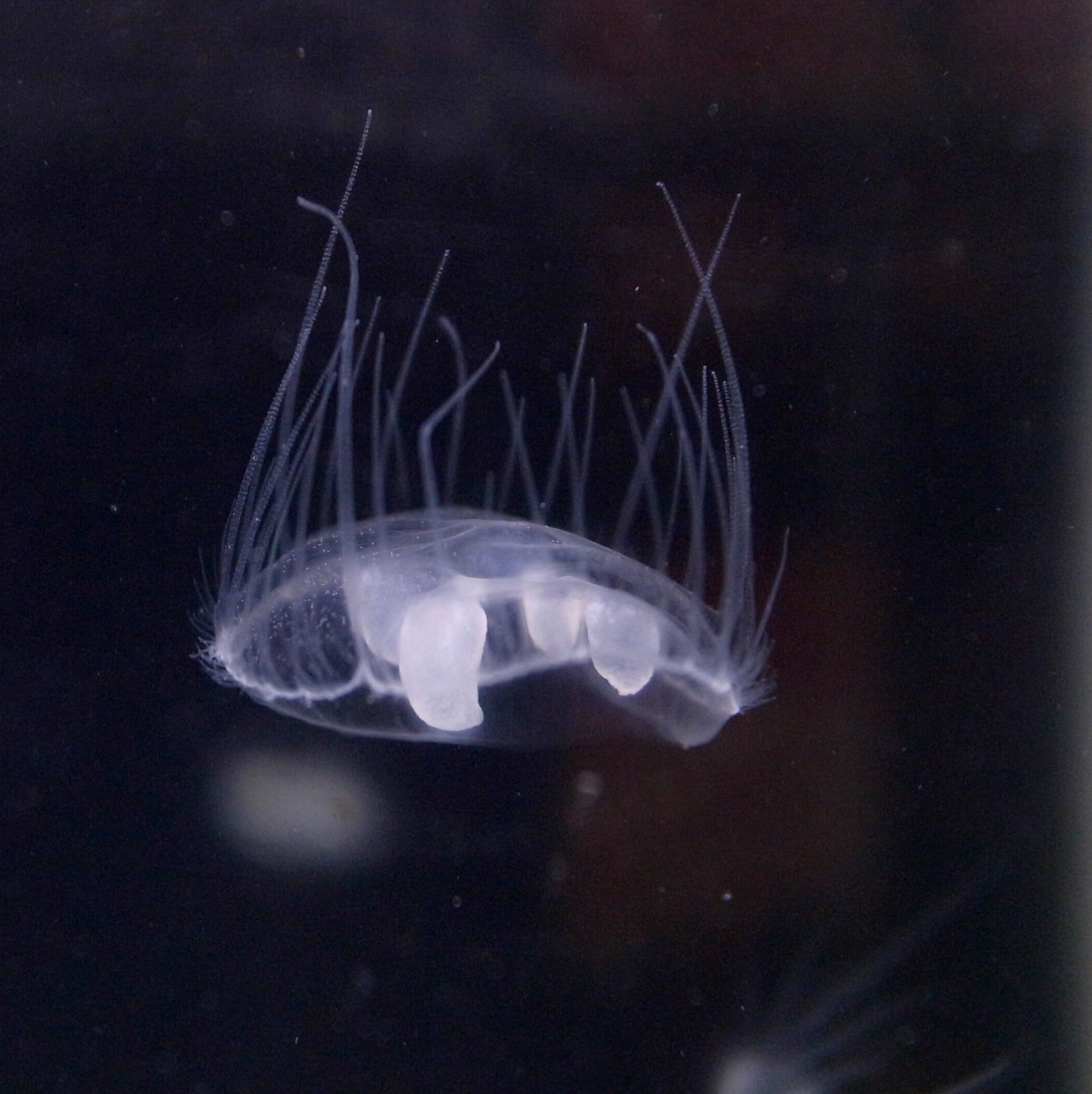
Craspedacusta sowerbii

C. sowerbii mesure à la fin de sa croissance environ 20-25 mm de diamètre, ressemblant à un hémisphère aplati, très fragile. Elle a 400 tentacules disposés le long du bord de l'ombrelle. Elle possède quatre bras buccaux.

## Habitat et distribution
L'espèce est originaire de Chine où elle vivait dans de grands fleuves. La première observation européenne de l'espèce date de 1880, faite par William Sowerby à Londres dans les bassins du jardin botanique Victoria[Quoi ?]. Elle serait arrivée avec des jacinthes d’eau douce qu’on faisait venir de Chine pour agrémenter les jardins.
En 2024, l'espèce est présente sur tous les continents. C. sowerbii se trouve généralement dans de l'eau calme : réservoir d'eau douce, lac, retenue d'eau, gravière.
Elle a également été observée dans des rivières mais généralement pas dans le courant (ou alors sous forme de polype). Elle était ainsi signalée en 1941 comme très abondante dans la partie belge de la Meuse : « Son polype blanchâtre, dépourvu de tentacules, se dresse sur chacune des pierres du fond. Il est suffisamment abondant pour qu'il soit possible, avec un peu d'habitude d'en récolter en une heure plusieurs centaines. En juin la méduse se trouve aisément dans le plancton. Jusqu'à présent, cependant seuls ont été récoltés des spécimens jeunes, non sexués, dont le diamètre ne dépasse guère 1 mm et demie. »,
L'apparition de la méduse est sporadique et imprévisible d'une année sur l'autre. Il n'est pas rare que C. sowerbii apparaisse en très grand nombre à des endroits où elle n'avait jamais été signalée et que cela soit rapporté dans les journaux locaux. La méduse est par exemple apparue au Rwanda en 2015 dans le lac Kivu, puis à nouveau en 2019 dans le lac Muhazi.
C. sowerbii a été observée en 1990 et 2023 dans le Lac d'Annecy,, ainsi que dans le Léman (1962, 2003 et 2004) et le lac Achard. En France, l'espèce est invasive et présente un peu partout dans le pays. Découverte pour la première fois en France en 1891, toujours dans des bassins de jardin, elle a depuis été contactée dans diverses régions de France, dans des milieux plus ou moins anthropisés : anciennes carrières du nord de la France, lac artificiel des Alpes-de-Haute-Provence (Esparron-de-Verdon), Parc de la Tête-d'Or à Lyon, mais aussi dans la Mayenne, l'Eure-et-Loir, l'Allier, la Seine-et-Marne et les Yvelines. L'espèce a aussi été signalée en Belgique et dans des lacs d'Allemagne (Bade).

## Alimentation
C. sowerbii se nourrit de zooplancton, y compris des daphnies et des copépodes. Les proies sont capturées avec les tentacules urticants.

## Histoire naturelle

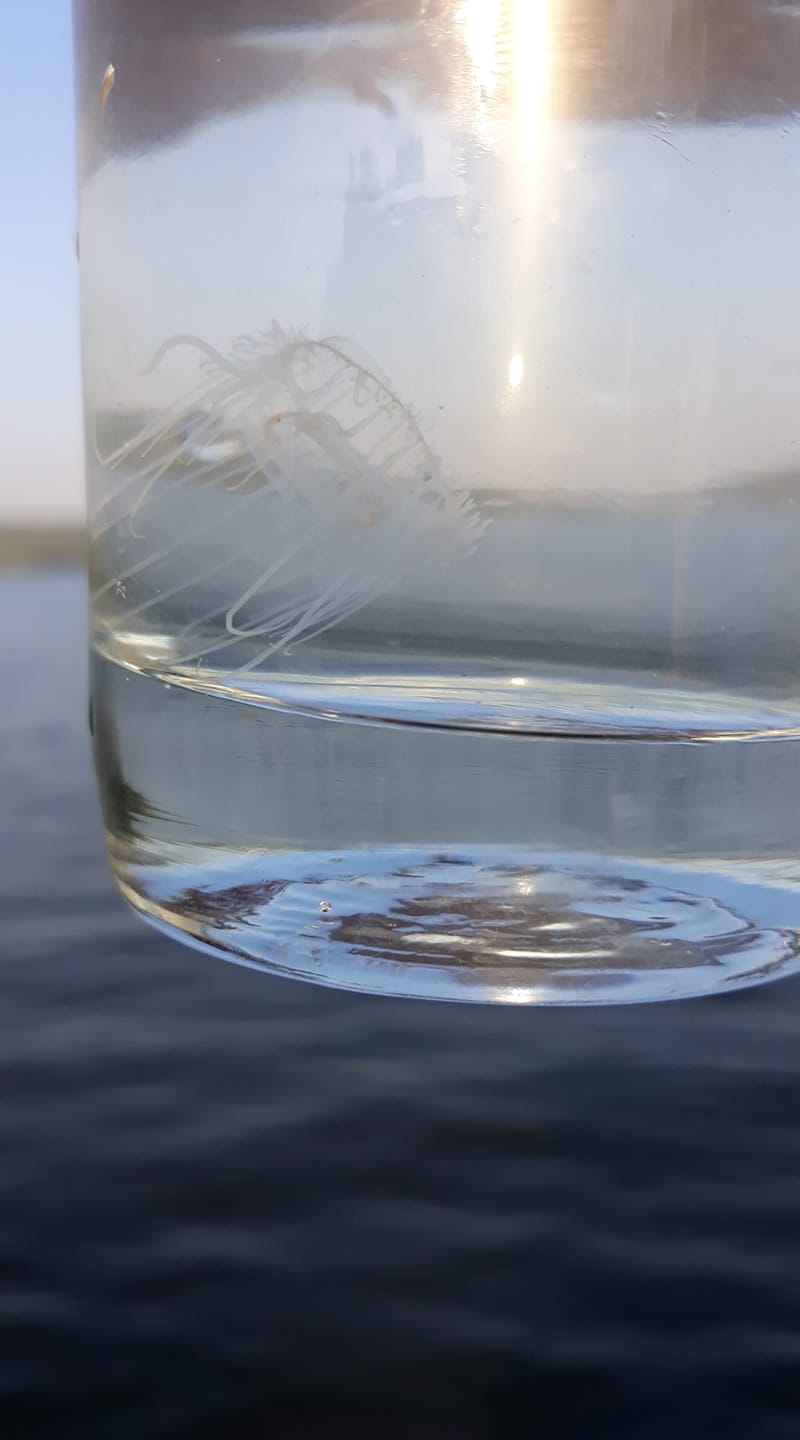
Craspedacusta sowerbii dans le Lac Muhazi au Rwanda en 2019.

C. sowerbii commence sa vie comme un petit polype, accroché à la végétation subaquatique, des rochers, des souches d'arbres qui se nourrit et se reproduit par une reproduction asexuée au printemps et en été. Certains de ces polypes prendront la forme méduse qui permettra une reproduction sexuée. Les œufs fécondés se développeront en petites larves ciliées appelées planula. Puis la planula se posera au fond de l'eau pour se développer en polypes. Toutefois, la majorité des populations sont soit entièrement des mâles, soit entièrement des femelles. Il n'y a donc pas de reproduction sexuée chez ces populations. Au cours des mois d'hiver, les polypes se contractent et deviennent des organismes au repos, des podocytes. On pense que ces podocytes sont transportés par les plantes aquatiques ou les animaux. Une fois que les conditions redeviennent favorables, ils se transforment à nouveau en polypes.

### Catalogues scientifiques
- (en) Catalogue of Life : Craspedacusta sowerbii Lankester, 1880
- (fr) DORIS : espèce Craspedacusta sowerbii
- (en) Fauna Europaea : Craspedacusta sowerbii Lankester, 1880 (consulté le 23 mars 2023)
- (fr + en) ITIS : Craspedacusta sowerbyi Lankester, 1880
- (en) WoRMS : espèce Craspedacusta sowerbii Lankester, 1880
- (en) Animal Diversity Web : Craspedacusta sowerbyi
- (en) NCBI : Craspedacusta sowerbyi (taxons inclus)

### Autres liens externes
- (en) Sexual Reproduction in Freshwater Jellyfish
- (en) Freshwater Jellyfish
- (cs)[vidéo] « Craspedacusta sowerbyi », sur YouTube
- (ja)[vidéo] « Craspedacusta sowerbyi passant de la forme polype à la forme méduse », sur YouTube
- (fr) Craspedacusta sowerbyi dans une mare.
- (fr) Présentation de Craspedacusta sowerbyi, AquaPortail, juillet 2012.
- Photographies de Craspedacusta_sowerbyi
- Notice dans un dictionnaire ou une encyclopédie généraliste :   - Britannica
- Notices d'autorité :   - GND